# 藤井素介
藤井 素介（ふじい もとすけ、1934年 - ）は日本の歴史小説作家。本名、藤井 資右（読み同じ）。岡山県津山市生まれ。横浜市鶴見区在住。

## 略歴
高校中退後、塗装工、営業マン、会社役員など、さまざまな職に就く。1953年（昭和28年）大阪で内田朝雄主宰の「劇団月光会」の研究生となり、仕事をしながら舞台で経験を積む。のち、横浜の劇団「蒼生樹」座友となる。1993年（平成5年）、幕末の文化年間に八丈島への流人である父の付き添いとなり島に渡った旗本の嫡男、斎藤守孝の、赦免となるまでの25年に亘る生活を描いた『海鳴りやまず 八丈流人群像』が第4回時代小説大賞を受賞しデビュー。主に史実を基にした歴史小説を手掛ける。

## 受賞歴
- 1993年 第4回時代小説大賞（『流人群像 坩堝の島』 - 単行本刊行時『海鳴りやまず 八丈流人群像』に改題）

## 作品リスト
※ 単行本の刊行順に記す。
- 海鳴りやまず 八丈流人群像（1994年1月、講談社、1997年9月、講談社文庫）
- 雲さわぐ 天草の代官・鈴木重成（1995年11月、講談社）
- 萌え立つ山河 藩士堀修一郎の青春（1997年5月、講談社）
- 雲のなかの少年（2001年7月、毎日新聞社） ISBN 4-620-10647-X

## エッセイ
- 草庵に酒旨し（日本推理作家協会会報2000年12月）